# Pouilly-sur-Serre
Pouilly-sur-Serre är en kommun i departementet Aisne i regionen Hauts-de-France i norra Frankrike. Kommunen ligger  i kantonen Crécy-sur-Serre som ligger i arrondissementet Laon. År 2022 hade Pouilly-sur-Serre 496 invånare.

## Befolkningsutveckling
Antalet invånare i kommunen Pouilly-sur-Serre
Referens: INSEE